# Obróbka fotograficzna
Obróbka fotograficzna - całokształt procesów chemicznych mających na celu zamianę obrazu utajonego, zawartego w napromieniowanym (naświetlonym) materiale fotograficznym, na trwały obraz widzialny utworzony z metalicznego srebra lub barwników. Określenie to może oznaczać zarówno obróbkę fotochemiczną (czyli proces wywoływania i utrwalania) naświetlonego materiału światłoczułego, jak też i późniejszy proces retuszu, nanoszenia poprawek, dodatkowych efektów oraz poprawiania błędów na wykonanym już zdjęciu.
Obróbka fotograficzna może się odbywać zarówno w laboratorium fotograficznym jak i na komputerze w programie graficznym.

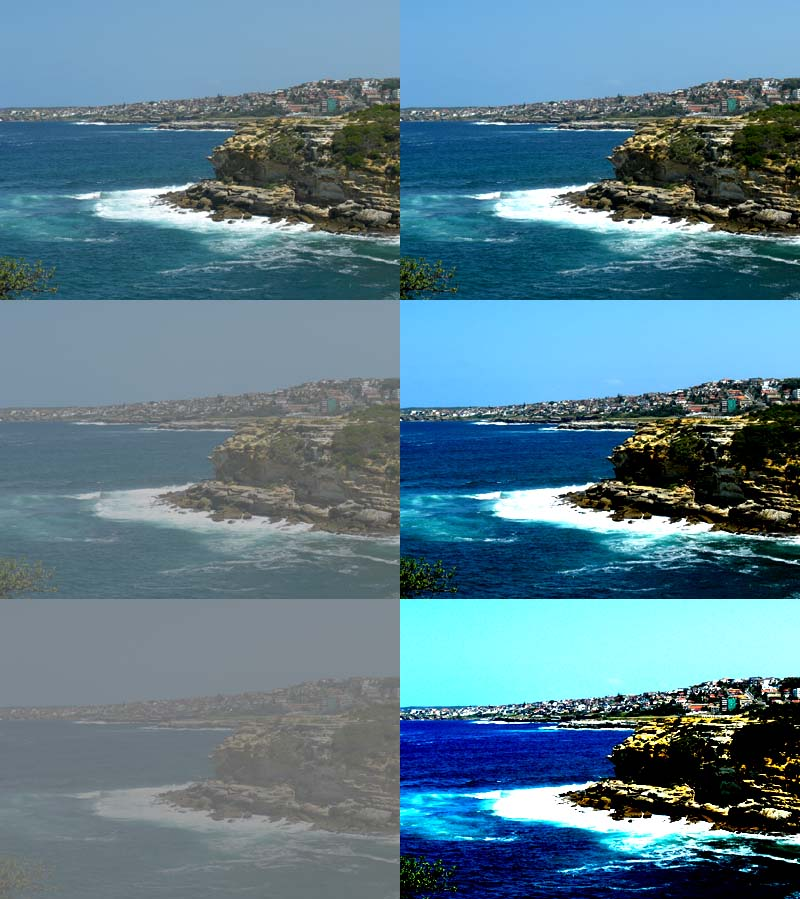
Zmiana kontrastu zdjęcia za pomocą programu graficznego

## Wywoływanie
W trakcie wywoływania następuje redukcja napromieniowanych halogenków srebra do srebra metalicznego przez zawarte w wywoływaczu organiczne substancje wywołujące (np. metol, fenidon, hydrochinon). Redukcja halogenków nienaświetlonych przebiega z bardzo małą szybkością (praktycznie nie ulegają one wywołaniu).
W zależności od rodzaju obrabianego materiału fotograficznego i żądanego charakteru obrazu stosuje się wywoływanie:
- negatywowe - obraz negatywowy otrzymuje się negatywowym materiale zdjęciowym (np. błonie fotograficznej);
- pozytywowe - obraz pozytywowy otrzymuje się na materiale pozytywowym (np. papierze fotograficznym) naświetlonym poprzez negatyw fotografii;
- drobnoziarniste - stosowane w przypadku negatywów przeznaczonych do otrzymywania znacznie powiększonych obrazów pozytywowych;
- akutancyjne - mające na celu uzyskanie maksymalnej ostrości obrazu;
- kontrastowe - mające na celu uzyskanie obrazu o dużej różnicy gęstości optycznej pomiędzy jasnymi i ciemnymi partiami obrazu. Wywoływanie kontrastowe jest najczęściej stosowane w reprodukcji fotograficznej.

W przypadku barwnych materiałów fotograficznych w trakcie wywoływania tworzy się jednocześnie z obrazem srebrowym obraz barwny w wyniku reakcji sprzęgania. Produkt utlenienia substancji wywołującej reaguje z zawartymi w warstwie światłoczułej tzw. komponentami lub sprzęgaczami barwnymi, tworząc odpowiedni barwnik.

## Utrwalanie
Wywołany materiał fotograficzny poddaje się utrwalaniu, w trakcie którego niewywołane, w dalszym ciągu światłoczułe, halogenki srebra są przeprowadzane w rozpuszczalne w wodzie sole kompleksowe srebra. Podstawowym składnikiem utrwalacza jest tiosiarczan sodu lub amonu.

## Obróbka odwracalna
Proces obróbki odwracalnej materiałów fotograficznych czarno-białych (specjalnie przystosowanych do tego celu) prowadzi do otrzymania obrazu pozytywowego bezpośrednio na materiale zdjęciowym. Proces ten obejmuje następujące operacje: wywoływanie negatywowe, odwracanie (usuwanie obrazu srebrowego przez przeprowadzenie srebra w postać soli rozpuszczalnej w wodzie), klarowanie (usuwanie barwnych ubocznych produktów odwracania), zaświetlanie pozostałych w warstwach halogenków srebra, wywołanie tak zaświetlonych halogenków srebra prowadzące do utworzenia obrazu pozytywowego, utrwalanie.
W fotografii barwnej obróbka odwracalna jest uzupełniona wybielaniem, mającym na celu przeprowadzenie srebra, tworzącego niepotrzebny obraz, z powrotem w halogenek srebra, usuwany razem z niewywołanymi halogenkami w procesie końcowego utrwalania.
W obróbce negatywów barwnych wybielanie następuje po wywołaniu barwnym negatywowym, a w obróbce barwnych materiałów odwracalnych  - po drugim, barwnym wywoływaniu obrazu pozytywowego (pierwsze negatywowe wywoływanie tych materiałów jest zwykłym wywoływaniem czarno-białym).

## Obróbka jednokąpielowa
Jednokąpielowa obróbka materiałów fotograficznych polega na połączeniu wywoływania i utrwalania w jeden proces. W skład kąpieli wchodzi, oprócz substancji wywołującej, również substancja utrwalająca.
W obróbce dyfuzyjnej naświetlony specjalny materiał światłoczuły poddaje się wywołaniu i jednoczesnemu utrwalaniu (obróbka jednokąpielowa), przy czym utworzone w wyniku utrwalenia negatywu rozpuszczalne sole kompleksowe dyfundują do stykającej się z nimi warstwy pozytywowej, gdzie ulegają wywołaniu, tworząc obraz pozytywowy. Metoda ta stosowana jest w reprodukcji fotograficznej, jak również w systemach fotografii natychmiastowej (Polaroid), w których warstwa pozytywowa może stanowić integralną część materiału zdjęciowego. Dyfuzja w takich systemach zachodzi w jednej warstwie, która tak naprawdę - w przypadku materiałów od barwnej fotografii natychmiastowej - składa się z kilkunastu warstw, spełniających określone funkcje.

## Procesy dodatkowe
- Wzmacnianie - ma na celu zwiększenie gęstości optycznej gotowego obrazu fotograficznego, co uzyskuje się osadzając (w wyniku reakcji chemicznej) na tworzących obraz ziarnach srebra dodatkowych ilości srebra lub innych substancji (rtęć, chrom, barwne substancje organiczne).
- Osłabianie - ma na celu zmniejszenie gęstości optycznej gotowego obrazu fotograficznego, co uzyskuje się przez przeprowadzenie części srebra, tworzącego obraz, w sole rozpuszczalne w wodzie. W zależności od sposobu prowadzenia osłabiania można uzyskać zmniejszenie lub zwiększenie (ewentualnie pozostawienie bez zmian) kontrastu obrazu.
- Tonowanie - polega na zmianie barwy obrazu fotograficznego przez zastąpienie tworzącego go srebra substancjami o odpowiedniej barwie (cyjanożelaziany(III), siarczki, miedź itp.)

Wzmacnianie i tonowanie stosuje się tylko do obrazów czarno-białych utworzonych ze srebra.
Osłabianie można zastosować również do barwnych obrazów fotograficznych (można osłabić jedną, dwie lub wszystkie trzy barwy składające się na obraz barwny). 
Pomiędzy poszczególnymi etapami obróbki fotograficznej (np. pomiędzy wywoływaniem a utrwalaniem) materiał obrabiany płucze się wodą. Płukanie jest również ostatnim etapem obróbki fotograficznej, po którym następuje suszenie. Końcowe płukanie można zastąpić kąpielą stabilizującą, zapewniającą również trwałość obrazu.

## Obróbka zdjęć cyfrowych
Zdjęcia z aparatów cyfrowych zapisywane są na karcie pamięci w postaci plików graficznych. Tak zapisane zdjęcia można edytować za pomocą programów graficznych. W czasie edycji można dokonać podstawowej korekty tj. poprawa kontrastu, jasności czy nasycenia barw. Za pomocą bardziej zaawansowanych programów, można dokonać bardziej złożonych operacji, polegających m.in. na lokalną korektę zdjęcia, usuwaniu elementów zdjęcia, a nawet fotomontaż obrazu.